# Капп, Эрнст
Эрнст Капп (15 октября 1808, Людвигсштадт — 30 января 1896, Дюссельдорф, Германская империя) — немецкий философ

 и географ, основоположник философии техники. Основной трактат: нем. Grundlinien einer Philosophie der Technik (1877). Брат Александра и Фридриха Кристиана Георга Каппов.

## Биография
Родился в семье государственного служащего. Потеряв обоих родителей в возрасте шести лет из-за эпидемии тифа, был взят на воспитание местным священником, от которого сбежал по причине плохого обращения. Некоторое время жил компаньоном в богатой семье, помогая учиться ребёнку-сверстнику. В 1818 году был принят в гимназию в Вюрцбурге, директором которой был назначен его старший брат Фридрих; в 1820 г. гимназия была закрыта, а Фридрих Капп получил назначение директором гимназии в Хамме, и Эрнст последовал за ним. В 1825—1828 гг. учился на филологическом факультете Боннского университета, где стал левым гегельянцем. Затем вернулся в Хамм и в 1828—1830 годах преподавал в гимназии, возглавляемой братом, затем в 1830—1849 годах работал старшим учителем в гимназии Миндена. Узнав, что его лево-либеральные высказывания могут обернуться для него увольнением, уехал в Техас, где много занимался исследованиями географии региона. После Гражданской войны в США вернулся в Германию с визитом, однако здоровье его пошатнулось, и врачи рекомендовали Каппу не предпринимать длительное обратное путешествие. Капп вернулся к академическим занятиям.

## Основные идеи
Центральными в его концепции техники являются антропологический критерий и принцип органопроекции. Антропологический критерий, считает Капп, был впервые сформулирован древнегреческим философом Протагором в знаменитом утверждении: «Человек есть мера всех вещей». В интерпретации немецкого философа этот принцип выглядит так: независимо от того, каковы предметы мышления, результатом исканий мысли всегда будет человек. Научное познание трактуется как самопознание человека; поскольку человек мыслит себя в природе, мышление становится согласованием физиологической организации человека с космическими условиями. Человек создает мир искусственного, который, с точки зрения Каппа, есть продолжение организма человека, отображение вовне его внутреннего мира. Черты этого искусственного мира затем переносятся на самого человека, благодаря чему человек познает механизм своей бессознательной жизни. Внутреннее отношение между орудиями и органами человека, утверждает Капп, заключается в том, что «в орудии человек систематически воспроизводит себя самого». Принцип органопроекции применительно к простым орудиям состоит в том, что орудия рассматриваются как продолжение человеческих органов, а форма орудий исходит из формы тех органов, продолжением которых они являются: изогнутый палец становится прообразом крючка, горсть руки — чашей, различные позиции и положения предплечья, кисти, пальцев — прообразами меча, копья, весла, совка, фабель, плуга и т. д. Однако основную ценность органопроекции, по Каппу, составляет не отражение в простых орудиях формы отдельных органов, а выражение в технике основных связей и отношений организма (органопроекция — не только проекция органа, но и проекция организма). Форма паровой машины не имеет ничего общего с человеком, но функционирование паровой машины (например, в локомотиве) обнаруживает сходство с функционированием живого организма. Для того и другого характерны питание, выделение отбросов и продуктов сгорания, изнашивание частей, а при разрушении важной части — остановка всех функций и смерть.
Основная идея философии техники по Каппу: орудия суть проекция человеческих органов (нем. Organprojektion). Например, железные дороги — это проекция кровообращения, а телеграф — нервной системы.

## Произведения
- Основы философии техники = Grundlinien einer Philosophie der Technik. — Брауншвейг: George Westermann, 1877. — 360 p.
  - Философия машины // Роль орудия в развитии человека. — Л.: Прибой, 1925. — 192 с.